# 村庄十年
《村庄十年》是2022年在中国大陆上映的以“农村”为主题的纪录片。

## 内容
《村庄十年》
- 《筑梦山海》讲述福建省的农村变化。
- 《千年一跃》讲述云南省怒江傈僳族自治州贡山独龙族怒族自治县独龙江乡的独龙族的生活变化。
- 《山外新家》讲述广西壮族自治区环江毛南族自治县陈双村毛苗瑶移民点群众的生活变化。
- 《家在东北》讲述辽宁省桓仁满族自治县人民的生活变化。
- 《七彩粮仓》讲述山东省大牟家镇人民的生活变化。
- 《河清社鸣》讲述山西省偏关县牛湾村人民的生活变化。
- 《花田米事》讲述重庆市酉阳土家族苗族自治县花田乡何家岩村人民的生活变化。
- 《卖花渔村》讲述安徽省黄山市黄山脚下千年古村卖花渔村的村民人民的生活变化。
- 《战旗飘飘》讲述四川省成都市郫都区唐昌镇战旗村人民的生活变化。
- 《榜样常青》讲述浙江省宁波市奉化区滕头村人民的生活变化。

## 奖项
| 年份 | 获奖方       | 颁奖方               | 奖项分类                            | 是否得奖 | 备注  |
| ---- | ------------ | -------------------- | ----------------------------------- | -------- | ----- |
| 2022 | 《村庄十年》 | 中央广播电视总台     | 迎接党的二十大首批重点节目片单      | 獲獎     | [ 1 ] |
| 2022 | 《村庄十年》 | 国家广播电视总局     | 2022年第三季度优秀国产纪录片        | 獲獎     | [ 2 ] |
| 2024 | 《村庄十年》 | 第32届中国电视金鹰奖 | 最佳电视纪录片                      | 提名     | [ 3 ] |
| 2024 | 《村庄十年》 | 国家广播电视总局     | 2024年中国—东盟视听国际传播优秀案例 | 獲獎     | [ 4 ] |